# Sergey Petrovich Novikov
Sergei Petrovich Novikov (hay Serguei) (tiếng Nga: Сергей Петрович Новиков) (20 tháng 3 năm 1938 – 6 tháng 6 năm 2024) là nhà toán học Liên Xô và Nga. Ông nổi tiếng với các nghiên cứu về tô pô đại số và lý thuyết soliton.
Novikov sinh tại Gorky, Liên Xô (bây giờ là Nizhny Novgorod, Nga). Ông lớn lên trong gia đình có truyền thống toán học. Cha ông, Pyotr Novikov, người đã chứng minh được vấn đề từ trong lý thuyết nhóm. Mẹ ông Ludmila và người chú Mstislav cũng là các nhà toán học.
Năm 1955 ông vào học Đại học Quốc gia Moskva (tốt nghiệp năm 1960). Năm 1965 ông nhận bằng tiến sĩ toán học tại trường này. Năm 1966 ông trở thành thành viên dự khuyết của Viện hàn lâm khoa học Liên Xô.
Lĩnh vực nghiên cứu của ông tập trung chủ yếu về lĩnh vực tô pô học. Ông đã chứng minh được tính bất biến tô pô của lớp Pontryagin hữu tỉ và đã đề xuất ra phỏng đoán Novikov, một trong những phỏng đoán lớn chưa giải được của tô pô học. Nhờ chứng minh trên mà ông được trao Huy chương Fields năm 1970.
Năm 1971, Novikov làm việc tại Viện Vật lý lý thuyết Landau thuộc viện hàn lâm khoa học Liên Xô. Năm 1981, ông trở thành thành viên chính thức của viện (từ 1991 viện đổi tên gọi thành viện hàn lâm khoa học Nga).
Năm 1984 ông được bầu làm thành viên của Viện hàn lâm khoa học và nghệ thuật Secbi.
Từ 2004, Novikov là trưởng bộ môn hình học và tô pô tại Viện Toán học Steklov. Ông cũng là giáo sư tại Đại học Maryland, College Park và là nghiên cứu viên cao cấp của Viện Vật lý lý thuyết Landau ở Moskva.
Năm 2005, Novikov được trao Giải Wolf Toán học cho những đóng góp của ông về tô pô đại số, tô pô vi phân và vật lý toán.